# Coristaca capsularia
Coristaca capsularia är en fjärilsart som beskrevs av Józef Razowski 1990. Coristaca capsularia ingår i släktet Coristaca och familjen vecklare. Inga underarter finns listade i Catalogue of Life.